# Serie 3400 de CP
La serie 3400 es un tipo de automotor a tracción eléctrica al servicio de la empresa pública que gestiona el transporte ferroviario en Portugal - CP (Comboios de Portugal).

## Características técnicas
Entrada en servicio: 2002
Constructora: Siemens / Bombardier
Nº de unidades operativas: 34 (3401-3434 / 3451-3481)
Servicios: Suburbano
Tipo de vehículo: Unidad Múltiple Eléctrica 
Velocidad Máxima: 140 km/h
Largo (entre topes): 66,800 m
Ancho de Via: 1668 mm
Enganches: Scharfenberg tipo 10 (40 - 1293 (1))
Número de cabinas de conducción: 2
Número de comandos en unidades múltiples: Hasta 3
Otros equipamientos: Aire acondicionado, instalación sonora y sistema de videovigilancia
Esfuerzo de tracción
- En el arranque (hasta 27,2 km/h): 185 kN
- Aceleración mínima (de 0 a 40 km/h): 1,0 m/s²
- A velocidad máxima: 36 kN

Esfuerzo Retención dinámicas
- Máximo en las ruedas (de 10 a 42, 8 km/h): 160 kN
- A velocidad máxima: 48, 9 kN

Freno de Servicio
(Distancia de parada (a 140 km/h) en mm/m)
- Freno de servicio: 800 m
- Freno de emergencia: 800 m
- Desaceleración media en la retención (de 140 a 0 km/h): 1,0 m/s²

Puertas
- Fabricante: IFE
- Número (por lateral) y longitud útil: 8 x 1300 mm